# 新俄羅斯
新俄羅斯（俄羅斯語：Новороссия）可以指的是：
- 地理上位於烏克蘭東南部的新俄羅斯地區；
- 由頓涅茨克人民共和國和盧甘斯克人民共和國所組成的新俄羅斯邦聯，正式名稱為人民共和國聯盟（俄羅斯語：Союз Народных Республик）。